# Fonte de São Lourenço
A Fonte de São Lourenço está localizada em Paredes, na antiga freguesia de Parada, no Município de Bragança. 

## Procissão
No dia 9 de Agosto, depois da última novena, conforme manda a tradição, faz-se uma procissão católica à luz das velas, apenas com o andor do São Lourenço. Assim sendo, sai-se da igreja pela rua de São Lourenço acima, atravessa-se a rua principal (a EN217) e segue-se até à fonte de São Lourenço.
Aí, o pregador vai discursar o sermão, a seguir do qual, estando a água da fonte benzida, os populares vão beber e encher garrafões dessa água sagrada.
É uma procissão muito concorrida, não só pela gente de Paredes como também das aldeias envolventes.
De referir que esta fonte está indicada no mapa do exército português.

## Imagens da Fonte de São Lourenço

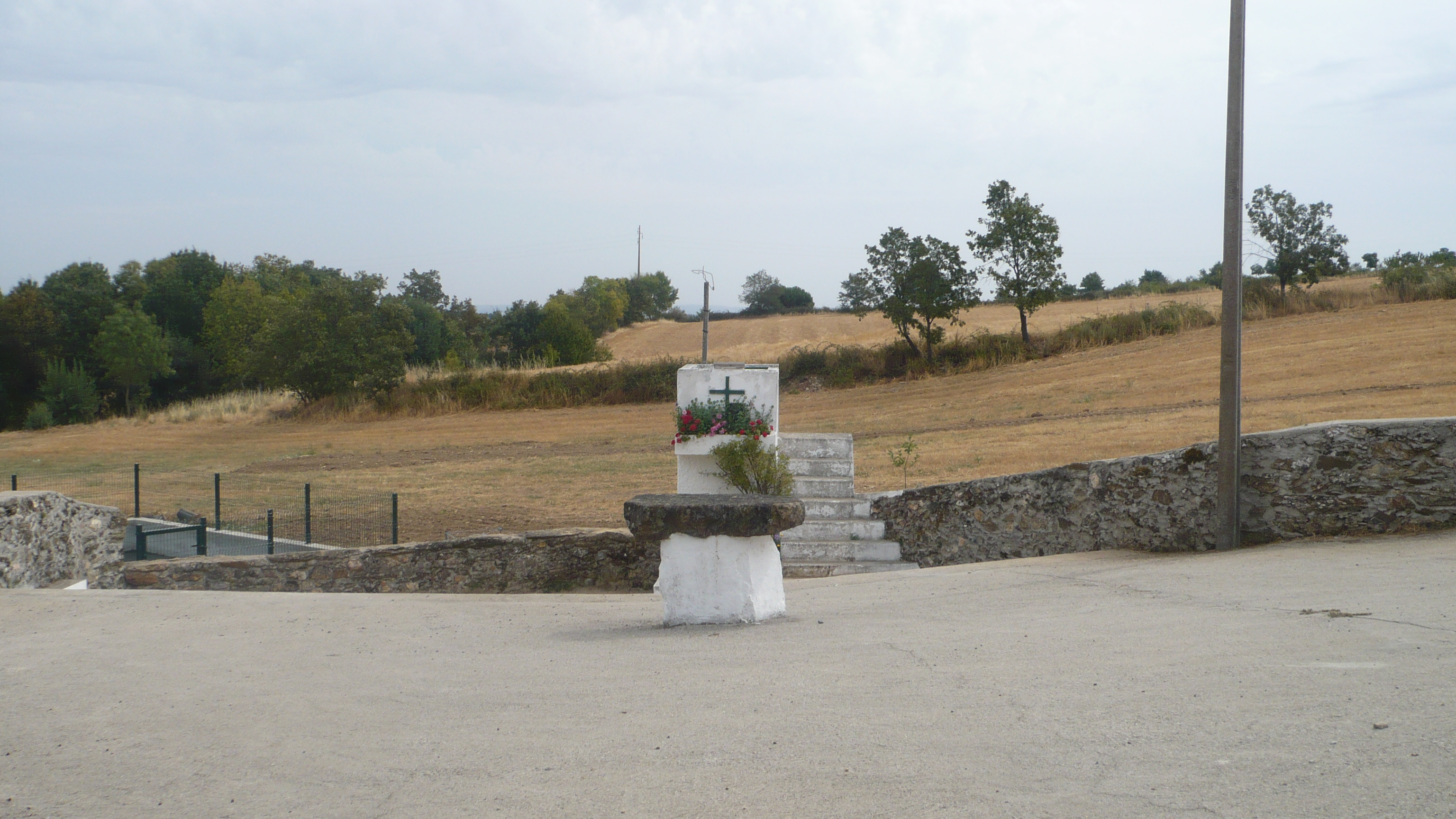
Pormenor do oratório da fonte de São Lourenço em Paredes
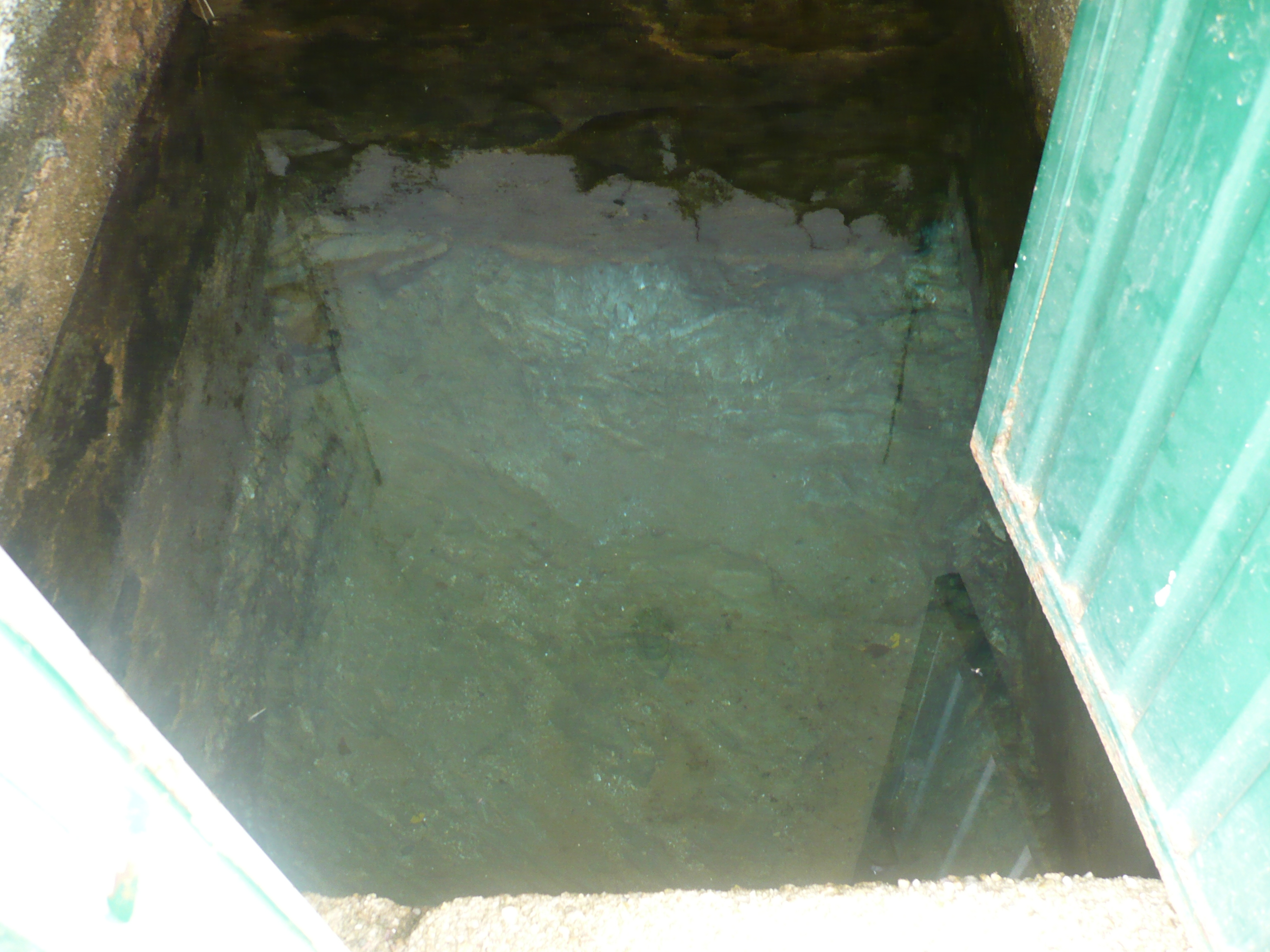
Água da fonte de São Lourenço
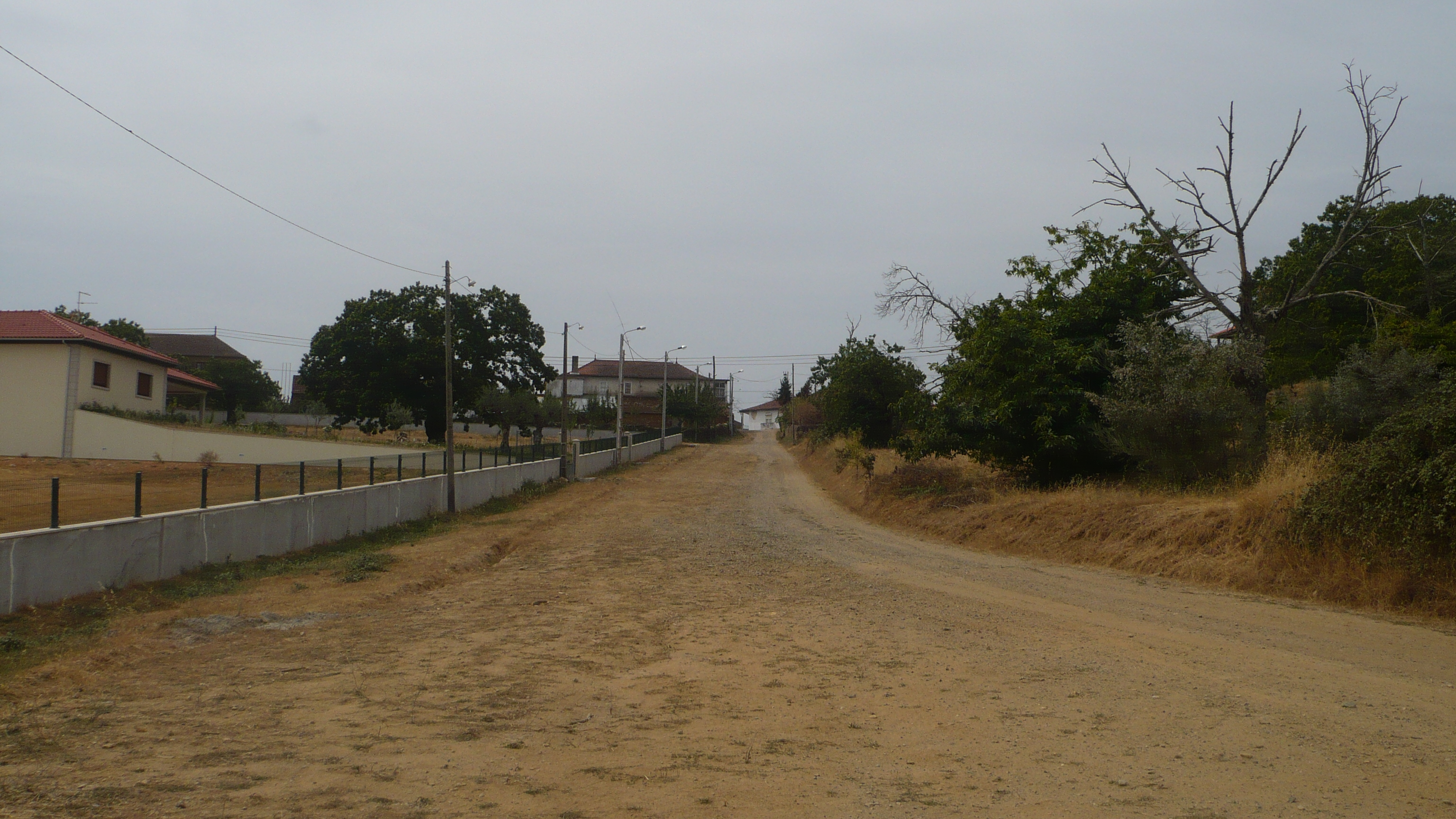
Rua da fonte de São Lourenço
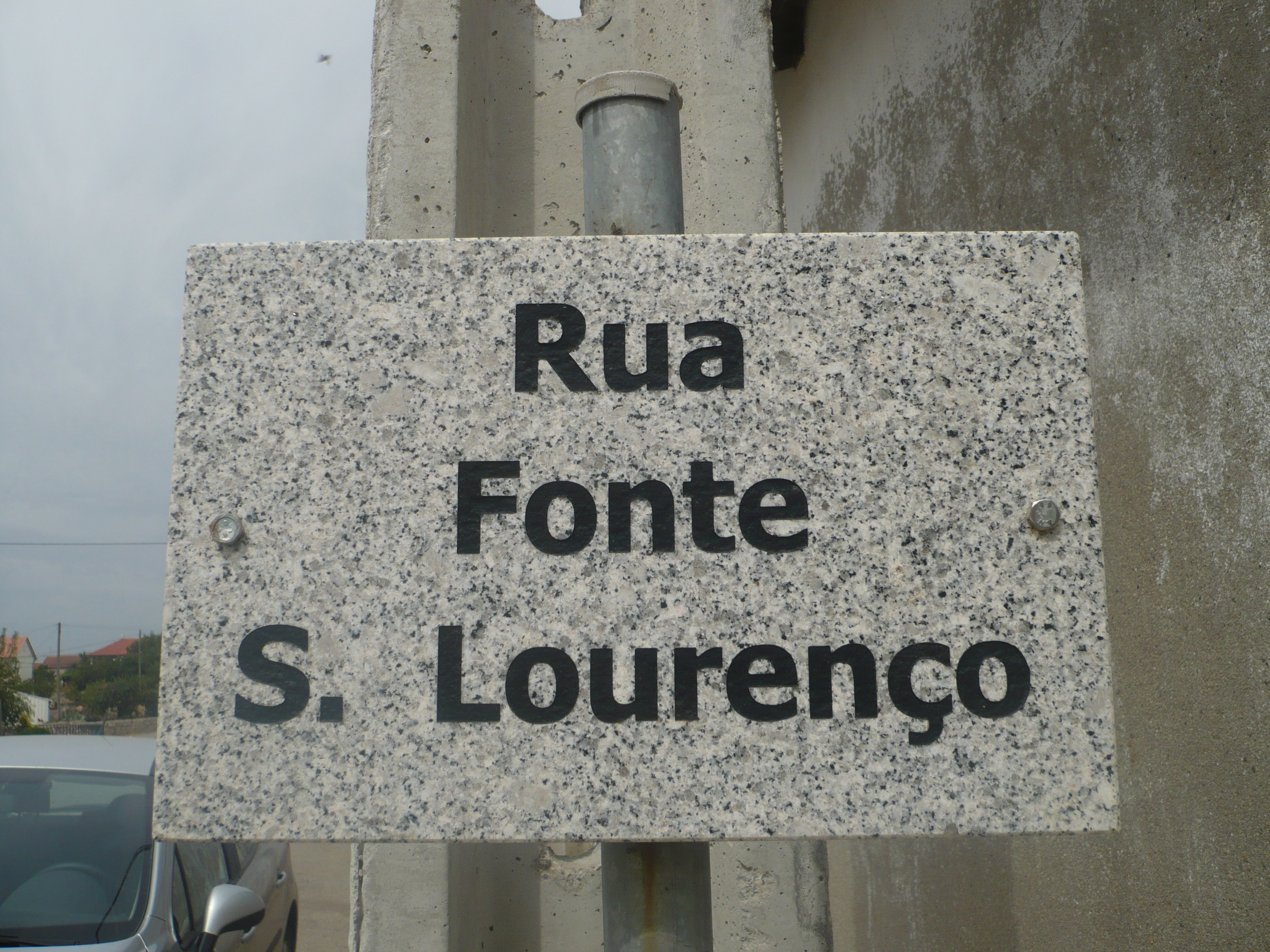
Placa da rua da fonte de São Lourenço